# Ranheim Futsal
Il Ranheim Futsal è una squadra norvegese di calcio a 5 con sede a Ranheim. Milita nella Eliteserien, massima divisione del campionato nazionale. Fa parte della polisportiva Ranheim Idrettslag.

## Storia
Il club è stato fondato nel 2016, su iniziativa di Stian Reinertsen, che contemporaneamente ha iniziato a giocare per il Ranheim. La squadra si è era posta come obiettivi quello di ben figurare in 1. divisjon – secondo livello del campionato locale – e di sviluppare il settore giovanile.
Al termine della 1. divisjon 2018-2019, il Ranheim ha centrato la promozione in Eliteserien. È nuovamente retrocesso in 1. divisjon al termine del campionato 2019-2020.

## Organico

### Rosa
Aggiornata al campionato 2019-2020.
| N° | Naz.                | Ruolo | Sportivo             | Anno     |  |  |
| -- | ------------------- | ----- | -------------------- | -------- |  |  |
| 1  | Norvegia (bandiera) | POR   | Endre Kjendalen      |          |  |  |
| 2  | Norvegia (bandiera) | DIF   | Anthony Pham         |          |  |  |
| 3  | Norvegia (bandiera) | DIF   | Mats Olav Olsen      |          |  |  |
| 5  | Norvegia (bandiera) | UNI   | Asgeir Salamonsen    |          |  |  |
| 7  | Norvegia (bandiera) | DIF   | Stian Reinertsen     | 01.04.78 |  |  |
| 8  | Norvegia (bandiera) | UNI   | Espen Johnsen        |          |  |  |
| 9  | Norvegia (bandiera) | PIV   | Runar Skippervik     |          |  |  |
| 10 | Norvegia (bandiera) | PIV   | Kristoffer Skagseth  |          |  |  |
| 11 | Norvegia (bandiera) | PIV   | Andreas Husby        |          |  |  |
| 12 | Norvegia (bandiera) | POR   | Eirik Hofstad Klette |          |  |  |
| 14 | Norvegia (bandiera) | PIV   | Lars Sandbakken      |          |  |  |
| 16 | Norvegia (bandiera) | UNI   | Bjørn Erik Løkås     |          |  |  |
| 20 | Norvegia (bandiera) | DIF   | Anders Færø          |          |  |  |